# Rafael Usín
Rafael Usín Guisado (Madrid, 22 maggio 1987) è un giocatore di calcio a 5 spagnolo, campione europeo con la Nazionale spagnola nel 2012 e nel 2016.

## Carriera
Convocato in extremis al Grand Prix de Futsal 2010 al posto dell'infortunato Matamoros, Usín ha debuttato nella Nazionale di calcio a 5 della Spagna il 17 ottobre 2010 contro il Qatar, realizzando due delle 13 reti con cui le furie rosse superano i mediorientali. Il 4 febbraio 2020 raggiunge le cento presenze in nazionale in occasione della vittoria per 5-1 contro la Serbia valida per le qualificazioni al campionato mondiale di calcio a 5 2020.

## Palmarès
- Campionato d'Europa: 2

Croazia 2012, Serbia 2016